# Ovelgünne
Ovelgünne este o comună în Saxonia-Anhalt, Germania